# Nygmia
Nygmia is een geslacht van vlinders van de familie spinneruilen (Erebidae).

## Soorten
- N. amplior Collenette, 1930
- N. atereta Collenette, 1932
- N. atrisignata Swinhoe, 1903
- N. barbara Swinhoe, 1903
- N. baueri Schintlmeister, 1994
- N. castor Collenette, 1949
- N. civitta Swinhoe, 1903
- N. corbetti Tams, 1928
- N. chirunda Swinhoe, 1903
- N. dirtea Swinhoe, 1905
- N. epirotica Collenette, 1932
- N. exitela Collenette, 1949
- N. fumosa Snellen, 1877
- N. funeralis Swinhoe, 1903
- N. guttistriga Walker, 1862
- N. guttulata Snellen, 1886
- N. icilia Stoll, 1790
- N. javana Aurivillius, 1894
- N. javanoides Holloway, 1999
- N. lali Schintlmeister, 1994
- N. longitegumen Holloway, 1999
- N. lunifera Walker, 1865
- N. mignon Schintlmeister, 1994
- N. moalata Swinhoe, 1916
- N. nova Schintlmeister, 1994

- N. oonophora Collenette, 1938
- N. pelopicta Collenette, 1932
- N. peperites Collenette, 1932
- N. plana Walker, 1856
- N. poppaea Collenette, 1953
- N. postgrisea Rothschild, 1928
- N. protea Collenette, 1932
- N. puli Schintlmeister, 1994
- N. punctatofasciata van Eecke, 1928
- N. semifumosa Holloway, 1976
- N. sinuinigra Holloway, 1976
- N. solitaria van Eecke, 1928
- N. tamsi Collenette, 1932
- N. tigris Holloway, 1999
- N. venata Collenette, 1953
- N. xanthomela Walker, 1862
- N. zeboe Moore, 1859